# Tîmofiivka, Hadeaci
Tîmofiivka (în ucraineană Тимофіївка) este un sat în comuna Plișîveț din raionul Hadeaci, regiunea Poltava, Ucraina.

## Demografie
Componența lingvistică a localității Tîmofiivka
     Ucraineană (98,99%)
     Alte limbi (0,5%)
Conform recensământului din 2001, majoritatea populației localității Tîmofiivka era vorbitoare de ucraineană (98,99%), existând în minoritate și vorbitori de alte limbi.